# Mikael Berthagen
Olle Mikael Berthagen, född 5 november 1954, är en svensk före detta fotbollsspelare (försvarare) som representerade Gais säsongerna 1975–1983.
Berthagen värvades till Gais från Östers IF inför den allsvenska säsongen 1975. Han gick direkt in i A-laget, men Gais åkte ur allsvenskan samma säsong. 1976 spelade han bara fyra matcher för klubben i division II innan han åter var ordinarie till säsongen 1977. År 1979 tilldelades han Hedersmakrillen som klubbens bäste spelare. Han stannade kvar i Gais sedan man 1981 ramlat ner i division III, och var också med att ta upp klubben till division II igen 1983. Efter sammanlagt 160 matcher (2 mål) i Gais gick han inför säsongen 1984 till Mossens BK.